# Prenoceratops
Prenoceratops là một chi khủng long, được Chinnery mô tả khoa học năm 2004.